# Серпинш
Серпинш (порт. Serpins) — район (фрегезия) в Португалии, входит в округ Коимбра. Является составной частью муниципалитета Лозан. Находится в составе крупной городской агломерации Большая Коимбра. По старому административному делению входил в провинцию Бейра-Литорал. Входит в экономико-статистический субрегион Пиньял-Интериор-Норте, который входит в Центральный регион. Население составляет 1712 человека на 2001 год. Занимает площадь 36,12 км².
Покровителем района считается Дева Мария (порт. Nª Srª do Socorro).